# Subtração
Subtração é uma operação matemática que indica quanto é um valor numérico (minuendo) se dele for removido outro valor numérico (subtraendo), em outras palavras, uma quantidade é retirada de outra, e o valor restante é o resultado dessa operação.
Uma subtração é representada por:
{\displaystyle a-b=c}
em que {\displaystyle a} é o minuendo, {\displaystyle b} é o subtraendo e {\displaystyle c} é a diferença ou resto. A subtração é o mesmo que a adição por um número de sinal inverso. O número {\displaystyle -b} é o oposto ou inverso de b, isto é {\displaystyle b+(-b)=b-b=0}. Dessa forma a subtração é, portanto, a operação inversa da adição.
Uma propriedade importante do conjunto dos números reais envolvendo a subtração é o fechamento': a diferença de dois números reais será sempre um número real.